# Melaniparus rufiventris
Melaniparus rufiventris е вид птица от семейство Paridae.

## Разпространение
Видът е разпространен в Ангола, Ботсвана, Бурунди, Замбия, Зимбабве, Демократична република Конго, Република Конго, Малави, Мозамбик, Намибия и Танзания.